# Patrick Ryan
Patrick James "Pat" "Paddy" Ryan (Old Pallas, 4 gennaio 1881 – Limerick, 13 febbraio 1964) è stato un martellista statunitense.

## Biografia
Ai Giochi della VII Olimpiade vinse l'oro nel lancio del martello superando lo svedese Carl Johan Lind (medaglia d'argento) e lo statunitense Basil Bennett.
Nel lancio del martello con maniglie raggiunse i 10,965 venendo superato da Patrick McDonald con 11,265 m.

## Palmarès
| Anno | Manifestazione  | Sede    | Evento                           | Risultato | Misura   | Note |
| ---- | --------------- | ------- | -------------------------------- | --------- | -------- | ---- |
| 1920 | Giochi olimpici | Anversa | Lancio del martello              | Oro       | 52,875 m |      |
| 1920 | Giochi olimpici | Anversa | Lancio del martello con maniglie | Argento   | 10,965 m |      |